# ماتيوس كاراميلو
ماتيوس كاراميلو (18 أغسطس 1994 - 28 نوفمبر 2016) لاعب كرة قدم محترف برازيلي كان يلعب في نادي ساو باولو في مركز الدفاع ولقد توفي في كارثة رحلة خطوط لاميا الجوية 2933 عن عمر يناهز 22 سنة.

## روابط خارجية
- ماتيوس كاراميلو على موقع قاعدة بيانات كرة القدم.إي يو (الإنجليزية)
- ماتيوس كاراميلو على موقع Soccerway.com (الإنجليزية)